# Fallhaus (Insingen)
Fallhaus ist ein Wohnplatz der Gemeinde Insingen im Landkreis Ansbach (Mittelfranken, Bayern). Fallhaus liegt in der Gemarkung Insingen.

## Geografie
Die Einöde Fallhaus liegt am Fuße des Kohlbergs (428 m ü. NHN), der sich im Norden erhebt und auf der sich eine Neubausiedlung von Insingen befindet. Das Anwesen hat eine eigene Hausnummer. Ein Anliegerweg führt über die Kastenmühle nach Insingen (0,5 km nordöstlich).

## Geschichte
Mit dem Gemeindeedikt (frühes 19. Jahrhundert) wurde Fallhaus dem Steuerdistrikt und der Ruralgemeinde Insingen zugewiesen. Nach 1888 wird der Ort in den amtlichen Verzeichnissen nicht mehr erwähnt.

## Einwohnerentwicklung
| Jahr      | 001818 | 001836 | 001840 | 001861 | 001871 | 001885 |
| Einwohner | 6      | 3      | 5      | 7      | 3      | 5      |
| Häuser    | 1      | 1      | 1      |        |        | 1      |
| Quelle    | [ 3 ]  | [ 4 ]  | [ 5 ]  | [ 6 ]  | [ 7 ]  | [ 8 ]  |

## Religion
Der Ort ist evangelisch-lutherisch geprägt und bis heute nach St. Ulrich und Sebastian (Insingen) gepfarrt. Die Einwohner römisch-katholischer Konfession sind nach St. Laurentius (Bellershausen) gepfarrt.

## Weblink
- Fallhaus in der Ortsdatenbank des bavarikon, abgerufen am 19. August 2021.